# لانگورث
لانگورث (به انگلیسی: Longworth) یک روستا و محله مدنی در بریتانیا است که در ویل آو وایت هرس واقع شده‌است. لانگورث ۵۶۶ نفر جمعیت دارد.